# 第六凯旋军团
第六凯旋军团（拉丁語：Legio VI Victrix）古罗马军队建制名称。由屋大维于公元前41年建立并存在至2世纪后。该军团曾先后参加佩鲁西亚战役、亚克兴战役、坎塔布连战争等一系列相关军事活动，具有重要地影响与积极意义。

## 历史

### 意大利
第六凯旋军团是由屋大维于公元前41年在意大利招募并建立的。其中很大一部分是第六装甲军团解散后的老兵。该军团成立当年，就在佩鲁西亚参与了佩鲁西亚战役，阻止了马克·安东尼的弟弟卢基乌斯·安东尼等人反对屋大维等后三头成员的叛乱。之后，又与第九西班牙军团一同参与了镇压格奈乌斯·庞培的儿子塞克斯图斯·庞培在西西里掀起的叛乱。在公元前31年，该军团参与了亚克兴战役并帮助屋大维打败了马克·安东尼和埃及女王克利奥帕特拉七世联军，取得了胜利。

### 伊比利亚半岛
该军团参加了罗马皇帝奥古斯都从公元前29年到公元前19年的坎塔布连战争，最终使伊比利亚半岛全部划入罗马帝国的版图。
军团在西班牙停留了近百年，并在今天的莱昂市附近建造了最早的居住城镇。

### 日耳曼

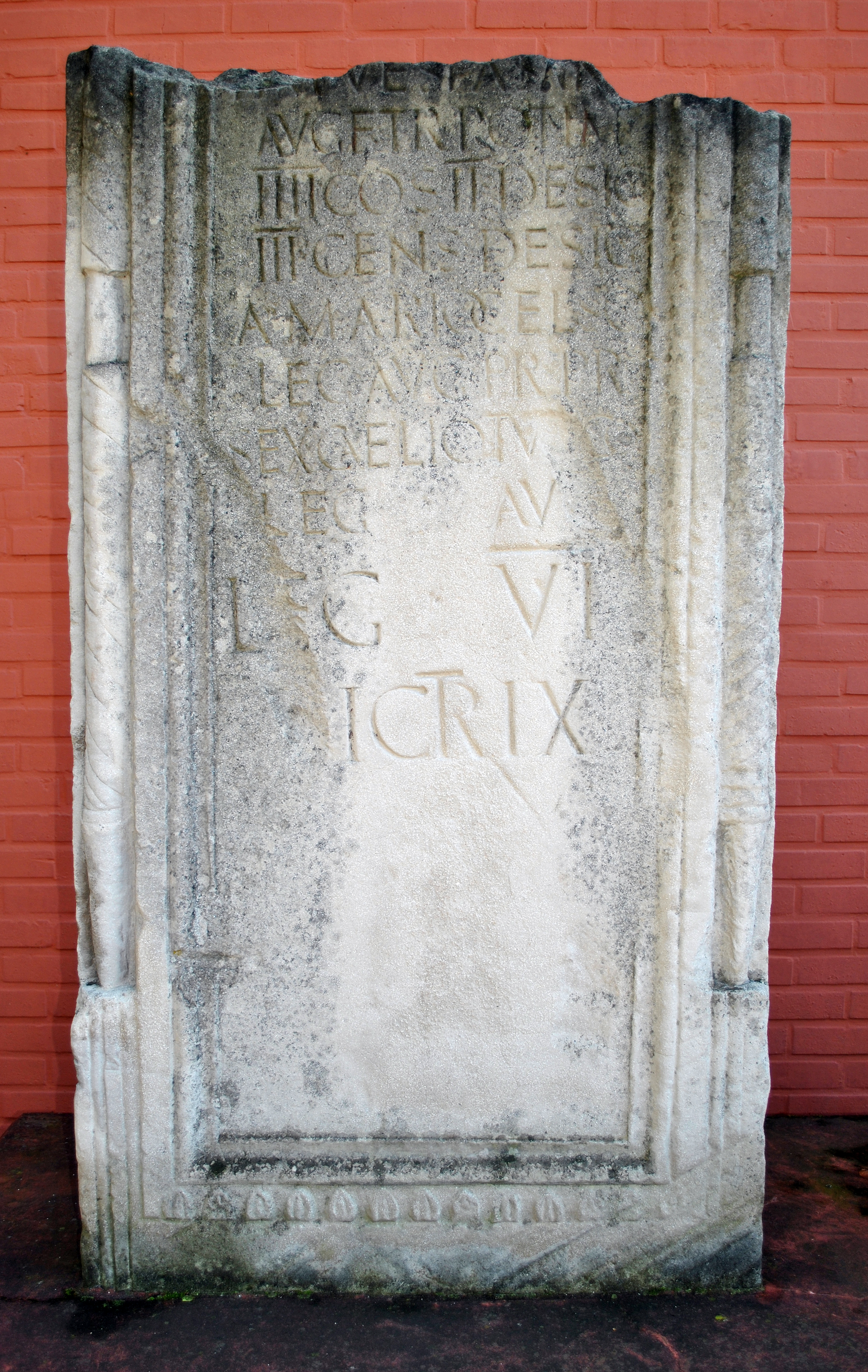
在德国克桑滕（罗马帝国时期的费提拉兵营）发现的与“第六凯旋军团”有关的石碑铭文。

在罗马帝国皇帝韦斯巴芗的命令下，该军团大约于公元70年转移到了下日耳曼尼亚的莱茵河沿岸，参与了巴达维人对罗马帝国的战争。在公元103年左右，该军团驻扎在克桑滕。

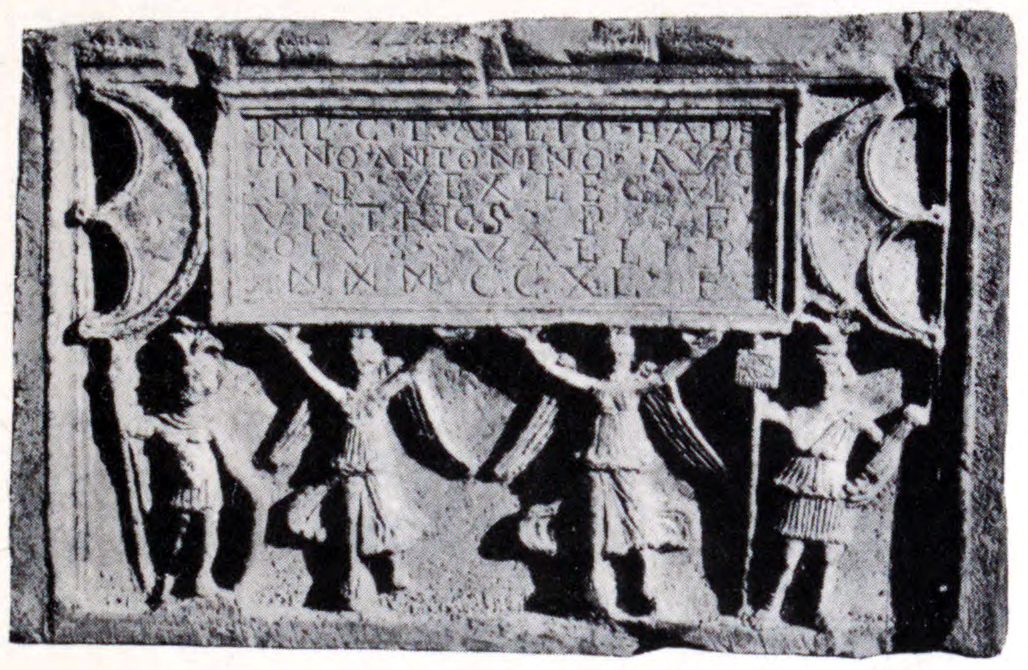
RIB 2200，第六凯旋军团在建造安多宁长城时留下的用于记录行军里程的石板

### 不列颠
公元119年，罗马皇帝哈德良将该军团迁至大不列颠，以协助原驻守军团，平息原住民的抵抗力量。第六凯旋军团是罗马帝国得胜的关键，它最终取代了驻扎在艾伯拉肯的第九西班牙军团。从122年开始，该军团参与了哈德良长城的建设，维持了该地区20年的和平状态。之后，他们还帮助建造了安多宁长城及周边堡垒，但这些防御设施基本上于公元164年以后废弃。
在公元二世纪后期，该军团的军团司令在艾伯拉肯建造了一座塞拉比斯神庙，以迎接罗马皇帝塞普蒂米乌斯·塞维鲁在公元208年的远驾到来。

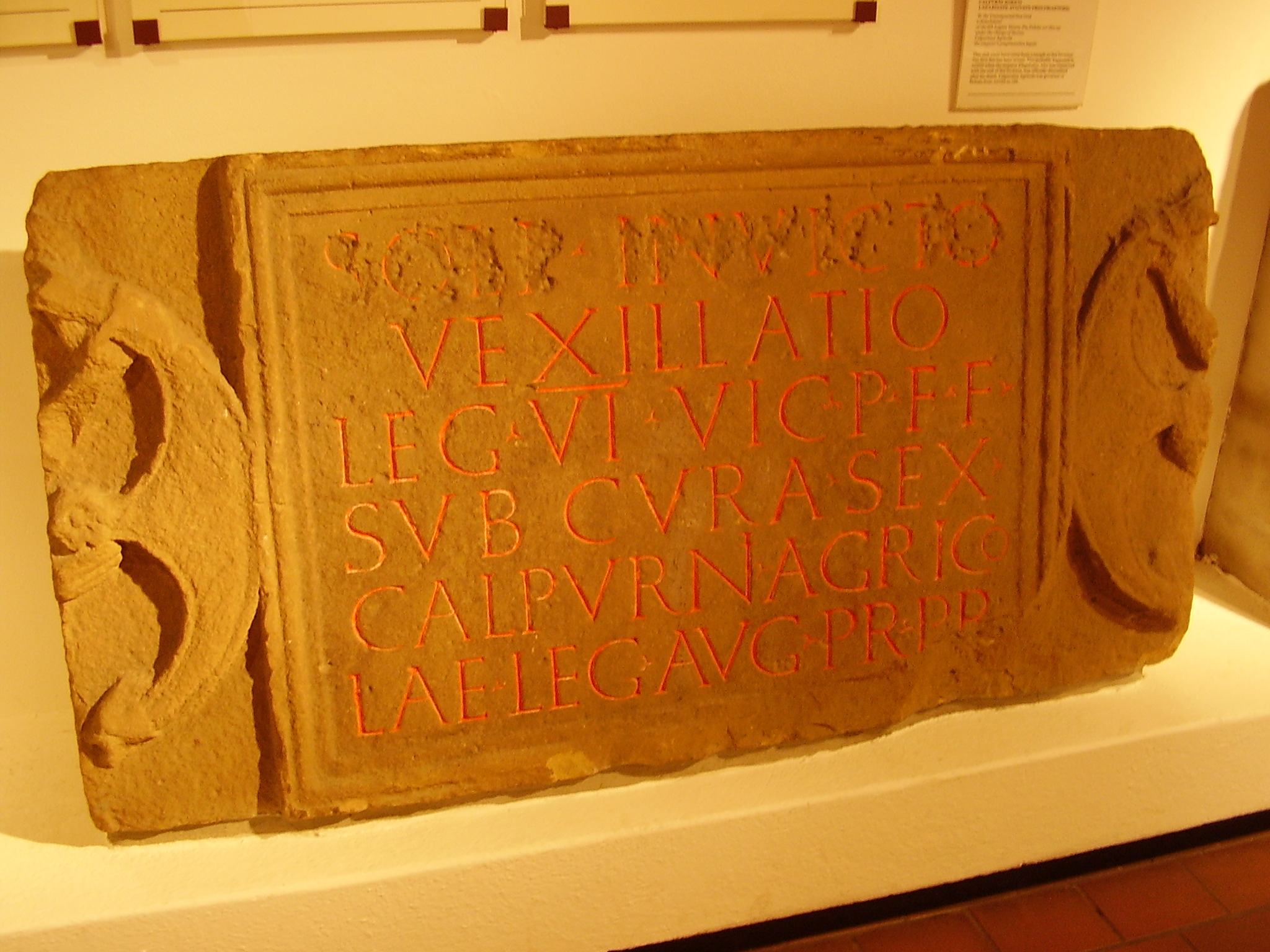
RIB 1137，第六凯旋军团（“VI VIC P F”）对古罗马太阳神的献祭铭文。出土于英格兰诺森伯兰郡科布里奇镇，约162-168年。

## 资料来源
- （英文）Keppie, Lawrence. The making of the Roman Army. From Republic to Empire, University of Oklahoma Press, Oklahoma, 1998, ISBN 978-0-806-13014-9
- （英文）Jona Lendering. “Legio VI Victrix”livius （页面存档备份，存于）, 2002
- （德文）Runde, Ingo. Xanten im frühen und hohen Mittelalter. Sagentradition - Stiftsgeschichte - Stadtwerdung, Verlag Böhlau, Köln/Weimar/Wien 2003, ISBN 3-412-15402-4
- （德文）Lepelley, Claude （编）. Rom und das Reich in der Hohen Kaiserzeit, vol. 2: Die Regionen des Reiches, de Gruyter, München 2001, ISBN 3-598-77449-4.